# Edgardo Adinolfi
Edgardo Alberto Adinolfi (Montevideo, 27 maart 1974) is een voormalig profvoetballer uit Uruguay. Hij speelde als verdediger en beëindigde zijn loopbaan in 2007 bij de Cypriotische club Olympiakos Nicosia.

## Clubcarrière
In eigen land speelde Adinolfi onder meer voor CA River Plate (1993-1995). Daarnaast speelde hij clubvoetbal in Spanje, Israël, Argentinië en ten slotte op Cyprus. Hij werd driemaal Uruguayaans landskampioen met Peñarol.

## Interlandcarrière
Adinolfi was tevens international voor Uruguay. Hij speelde in totaal achttien officiële interlands (één doelpunt) voor La Celeste. Onder leiding van bondscoach Héctor Núñez maakte hij zijn debuut voor de nationale ploeg op 19 oktober 1994 in de vriendschappelijke uitwedstrijd in Lima tegen Peru (0-1). Darío Silva maakte in dat duel in de achtste minuut het enige doelpunt van de wedstrijd.
Andere debutanten in die wedstrijd namens Uruguay waren Claudio Arbiza (Defensor Sporting Club), Raúl Otero (CA River Plate Montevideo), Marcelo Otero (CA Peñarol), Tabaré Silva (Defensor Sporting Club), Diego Tito (CA Bella Vista), Nelson Abeijón (Club Nacional de Football), Darío Delgado (Montevideo Wanderers FC), Fernando Correa (CA River Plate Montevideo), Darío Silva (CA Peñarol Montevideo) en Luis Diego López (CA River Plate Montevideo). Het jaar daarop won hij met zijn vaderland de strijd om de Copa América in eigen land.

## Erelijst
Peñarol
- Uruguayaans landskampioen

1996, 1997, 1999